# Tristan & Isolde (film)
 For alternative betydninger, se Tristan og Isolde (flertydig). (Se også artikler, som begynder med Tristan og Isolde)
Tristan & Isolde er en amerikansk romantisk dramafilm fra 2006 instrueret af Kevin Reynolds og med brødrene Tony og Ridley Scott som producerer. Filmen har James Franco og Sophia Myles i titelrollerne. Desuden medvirker Rufus Sewell og Mark Strong.

## Medvirkende
- James Franco
- Sophia Myles
- Rufus Sewell
- David O'Hara
- Mark Strong
- Henry Cavill

## Ekstern henvisning
- Tristan & Isolde på Internet Movie Database (engelsk)
- Tristan & Isolde på Filmdatabasen
- Tristan & Isolde på Scope
- Tristan & Isolde i Svensk Filmdatabas (svensk)
- Tristan & Isolde på AlloCiné (fransk)
- Tristan & Isolde på MovieMeter (nederlandsk)
- Tristan & Isolde på AllMovie (engelsk)
- Tristan & Isolde hos American Film Institute (engelsk)
- Tristan & Isolde på The Movie Database (engelsk)
- Tristan & Isolde på Rotten Tomatoes (engelsk)

1. ↑  Navnet er anført på engelsk og stammer fra Wikidata hvor navnet endnu ikke findes på dansk.
2. ↑  Navnet er anført på engelsk og stammer fra Wikidata hvor navnet endnu ikke findes på dansk.